# Стаднюк Леонід Антонович
Стаднюк Леонід Антонович (нар. 14 червня 1951, Татарбунари — пом. 7 квітня 2021, Київ) — доктор медичних наук (1991), професор. Закінчив у 1974 році Київський медичний інститут — професор кафедри кардіології і функціональної діагностики Національної медичної академії післядипломної освіти ім. П. Л. Шупика (1992—2002 рр.), завідувач кафедри терапії і геріатрії (з 2002) та директор Державного навчально-методичного геріатричного центру Національної медичної академії післядипломної освіти ім. П. Л. Шупика (з 2005 по 2016 р.).

## Біографія
Народився 14 червня 1951 року у м. Татарбунари Одеської області у сім'ї лікарів. У 1968 році закінчив з золотою медаллю середню школу № 2 у м. Новоград-Волинському Житомирської області.

### Освіта
У 1974 році закінчив лікувальний факультет Київського медичного інституту за спеціальністю «Лікарська справа» (диплом з відзнакою)
Підвищував професійну кваліфікацію під час навчання: Москва (1977, 1984); Вірджинський університеті (1997) та Інститут паліативної медицини хоспісу Сан Дієго (2007), США; Зальцбур (2006), Австрія.

### Захист дисертаційних робіт
Дисертація на здобуття наукового ступеня кандидата медичних наук за спеціальністю кардіологія «Функціональний стан міокарда і коронарний кровообіг у хворих на ішемічну хворобу серця з супутньою гіпертонічною хворобою». 1983 рік. Науковий керівник — професор Г. В. Яновський.
Дисертація на здобуття наукового ступеня доктора медичних наук за спеціальністю кардіологія « Функція і кровопостачання гіпертрофованого лівого шлуночка при ішемічній хворобі серця». 1991 рік. Науковий консультант — професор Ю. М. Беленков

### Лікувальна і наукова діяльність
Професійний досвід:
1974—1977 рр. лікар Ірпінскої міської лікарні, Київська область;
1977—1993 — науковий співробітник Київського НДІ кардіології;
1993—2002 — професор кафедри кардіології і функціональної діагностики Національної медичної академії післядипломної освіти ім. П. Л. Шупика;
З 2002- по теперішній час — завідувач кафедри терапії і геріатрії Національної медичної академії післядипломної освіти ім. П. Л. Шупика;
2005—2016 — Директор Державного нівчально-методичного геріатричного центру Національної медичної академії післядипломної освіти ім. П. Л. Шупика.
Сфера наукових інтересів охоплює різні аспекти кардіології, геріатрії і терапії. Серед методів дослідження найбільше уваги приділялось ехокардіографії і магнітокардіографії. Автор біля 300 наукових праць, у тому числі 5 навчальних посібників, учбового відеофільму, 10 винаходів.
Був керівником низки клінічних випробувань ряду вітчизняних і іноземних лікарських засобів.
Член Вчених рад Національної медичної академії післядипломної освіти ім. П. Л. Шупика, ДУ «Інститут геронтології ім Д. Ф. Чеботарьова» НАМН України, член правління Товариства геронтологів України.

### Патенти
1. Устройство для крепления медицинского датчика а.с. № 876107, 1981
2. Устройство «Зонд» а.с. № 3717496 от 15.9.86
3. Способ предварительного определения наличия сужения коронарных артерий у больных ишемической болезнью сердца а.с. № 1808304, 1992
4. Спосіб прогнозування частоти виникнення спонтанного пароксизму миготливої аритмії (11)40410А (51)7 А61В5/02 А61В8/06 Україна (19) (46)16.07.2001 Бюл.№ 6
5. Спосіб прогнозування збереження синусового ритму у хворих з пароксизмальною формою миготливої аритмії (11)40411А (51)7 А61В5/02 А61В5/05 Україна (19) (46)16.07.2001 Бюл.№ 6
6. Спосіб діагностики не Q інфаркта міокарда (11)53456А (51)7 А61В5/02 А61В5/0452 Україна (19) 2003
7. Спосіб діагностики інфаркта міокарда (11)53455А (51)7 А61В5/02 А61В5/0452 Україна (19) 2003
8. Спосіб діагностики ішемічної хвороби серця (11)74466 (51)7 А61В5/02 А61В5/0436 Україна (19) 2005
9. Спосіб лікування артеріальної гіпертензії у хворих похилого віку № 45512 Україна, А61К 31/00.
10. 10.11.2009, Бюл. № 21.
11. Спосіб діагностики ендотеліальної дисфункції у хворих похилого віку№ 45511 Україна, А61В 8/00. 10.11.2009, Бюл. № 21.

## Нагороди
- Лауреат Державної премії України в галузі науки і техніки (2007),
- Ювілейна медаль імені М. Д. Стражеска НАМН України «За вагомий внесок в кардіологію» (2001)

### Перелік ключових публікацій
1. Ехокардіографія Навчальний посібник //К., 1997—152 с.
2. Стрес-ехокардіографія Навчальний посібник //К., 2004, 166 с.
3. Актуальні питання геронтопсихіатрії Навчальний посібник// Тернопіль, 2010, 432с
4. Реабілітаційні заходи для пацієнтів похилого та старечого віку з деменцією Тернопіль, 2010, 156с.
5. Довідник для людей літнього віку Тернопіль, 2010, 256с.
6. Навчальні програми з геріатрії для медичних і соціальних працівників: проблеми удосконалення та стандартизації // Проблеми старения и долголетия 2004, № 3, с. 283—288.
7. Эффективность оценки течения острого коронарного синдрома по данным анализа одноканальной ЭКГ в фазовой плоскости.// Журнал АМН Украины .-2007.-том13.-№ 1.-с. 104—114
8. Артеріальна гіпертензія у хворих старших вікових груп: особливості патогенезу, клініки, лікування //Мистецтво лікування, 2008,№ 1, с.9-19
9. Показники дисфункції ендотелію та стан внутрішньосерцевої гемодинаміки у хворих з дифузними захворюваннями печінки // Український кардіологічний журнал. — № 12. –2008. — К. — С. 27-31
10. Магнітокардіографія: Методика проведення обстеження, діагностичні показники, алгоритм клінічного застосування Методичні рекомендації //Київ, 2013, 56с.
11. Діагностика серцевої недостатності у людей літнього віку //Серцева недостатність,2013, № 2, с.14-19
12. Артеріальна гіпертензія і вік: поширення, особливості перебігу та ускладнення //Сімейна медицина, 2015. — № 1 (57). — С. 93-98.
13. Step by step algoritm for magnetocardiogram medical interpretation // Medical and Biological Engineering and. Computing.-1999.-Vol.37,Suppl.2. -P. 46-48.
14. Evaluation of Electrophysiological Alteration Created by Local Autonomic Dysfunction Using Magnetocardiography //Proceedings 17th International Conference on Biomagnetism Advances in Biomagnetism, Biomag 2010, Springer, 2010,428-430.
15. Elderly Care in Ukraine: Challenges and Possibilities Adding years. Supporting and Strengthening Community Care for Older People in the Ukraine.// MATRA Project UA-NL 15174 Saxion University of Applied Sciences 2010, P.12-17
16. Magnetocardiography Capabilities in Myocardial Injuries World Journal of Cardiovascular Diseases, 2013,3, 380—388. Doi: 10.4236/wjcd.2013.

35059 Published Online August 2013
1. Value of Topology Approach to Diagnose of CAD Based on Magnetocardiographic Current Distribution Maps in Difficult-to-Diagnose Patients // World Journal of Cardiovascular Diseases, 2013, PP. 235—245 DOI: 10.4236/wjcd.2016.67026

### Міжнародна співпраця
Брав участь у міжнародних проєктах, зокрема в українсько-голландському проєкті MATRA(2007—2011 рр.), проєктах міжнародних фондів «Відродження» та Фонду народонаселення ООН відносно розробки нових програм геріатричної підготовки та удосконалення системи взаємодії різних ланок медико-соціальної допомоги людям літнього віку. З Фондом Народонаселення ООН, Фондом Соціальних Інвестицій та МБФ «Карітас України» проведено 25 семінарів для керівників волонтерського руху, медичних і соціальних структур держадміністрацій
За дорученням МОЗ разом з Інститутом паліативної медицини хоспісу Сан Дієго (США) та кафедрою паліативної та хоспісної медицини розроблено, затверджено і впроваджено три 1-місячні програми навчання з паліатианої допомоги для викладачів, лікарів і медичних сестер.
В межах договору про співробітництво зі Східним Мічиганським університетом (США) у 2012—2016 рр. організував серію міжнародних телеконференцій щодо допомоги людям літнього віку.